# Pseudispella discernenda
Pseudispella discernenda es una especie de insecto coleóptero de la familia Chrysomelidae.
Fue descrita científicamente en 1949 por Uhmann.